# Véronique Jehanno
Véronique Jehanno est une athlète française, née à Rennes le 27 décembre 1962, adepte de la course d'ultrafond, trois fois championne de France des 24 heures, deux fois vice-championne d'Europe des 24 heures par équipe et vice-championne du monde des 24 heures par équipe.

## Biographie
Véronique Jehanno est trois fois championne de France des 24 heures en 2001, 2002 et 2005, deux fois vice-championne d'Europe des 24 heures par équipe en 2002 et 2003 et vice-championne du monde des 24 heures par équipe en 2003.

## Records Personnels
Statistiques de Véronique Jehanno d'après la Fédération française d'athlétisme (FFA) et la Deutsche Ultramarathon-Vereinigung (DUV) :
- 1 500 m : 5 min 37 s 09 en 2004
- 3 000 m : 11 min 47 s 02 en 2008
- 10 km route : 44 min 54 s en 2015
- Semi-marathon : 1 h 28 min 52 s en 2005
- Marathon : 3 h 13 min 32 s au marathon de Vannes en 2000[6]
- 50 km route : 4 h 13 min 30 s aux 50 km de la Vallée du Semnon en 2009
- 100 km route : 8 h 53 min 11 s aux 100 km de Vendée en 2001
- 6 heures piste : 66,254 km aux championnats du monde IAU des 24 h de Vérone en 2001 (6 h split)
- 12 heures piste : 125,334 km aux championnats du monde IAU des 24 h de Vérone en 2001 (12 h split)
- 24 heures route : 223,023 km aux championnats d'Europe IAU des 24 h de Gravigny en 2002
- 48 heures piste : 304,466 km aux 48 h pédestres de Surgères en 2010